# Frederica
Frederica – miasto w Stanach Zjednoczonych, w stanie Delaware, w hrabstwie Kent.